# Success Joe
Success Joe (あしたのジョー?, Ashita no Jō) è un videogioco arcade di pugilato pubblicato nel 1990 dalla Taito. Sviluppato da Wave Corporation, è basato sulla serie di fumetti e cartoni giapponese Rocky Joe ed è simile nel funzionamento al più noto Punch-Out!!.
Fu seguito da Legend of Success Joe, uscito sul Neo Geo l'anno seguente (1991).

## Modalità di gioco
All'inizio di una nuova partita vengono mostrati i comandi di gioco eseguibili tramite l'"Attract Mode". Prima di ogni match, appariranno il ritratto dello sfidante che si affronta e dei consigli forniti da Danpei Tange su come sconfiggerlo.
Joe Yabuki, il personaggio giocabile, viene raffigurato a mezzo busto di spalle e parzialmente trasparente per poter vedere meglio l'avversario, come in Punch-Out!! (lo schermo qui non è diviso in due), e con lui bisogna affrontare il pugile avversario sul ring. Lo scontro prevede di fare uso dei classici pugni per cercare di far calare la sua barra della salute e di difendersi tramite le parate. Il giocatore deve continuare a battersi contro il suo avversario fino a quando questi non cade a terra, e se quest'ultimo non si rialza prima del conto fino a dieci da parte dell'arbitro viene dichiarato il KO, in caso contrario l'incontro prosegue fino a quando non cadrà a terra per la terza volta per TKO. Ogni qualvolta Joe riesce a sconfiggere un pugile, parte un breve intermezzo in cui Danpei si congratula con lui per aver conquistato la vittoria.
In totale si devono affrontare sette differenti pugili; una volta sconfitto l'ultimo verrà mostrato il lieto fine nella quale Joe si sposa con Yoko Shiraki.

## Accoglienza
In Giappone, la rivista Game Machine elencò Success Joe nel numero del 1º maggio 1990 come la quinta unità arcade di maggior successo del mese.